# 舷弧

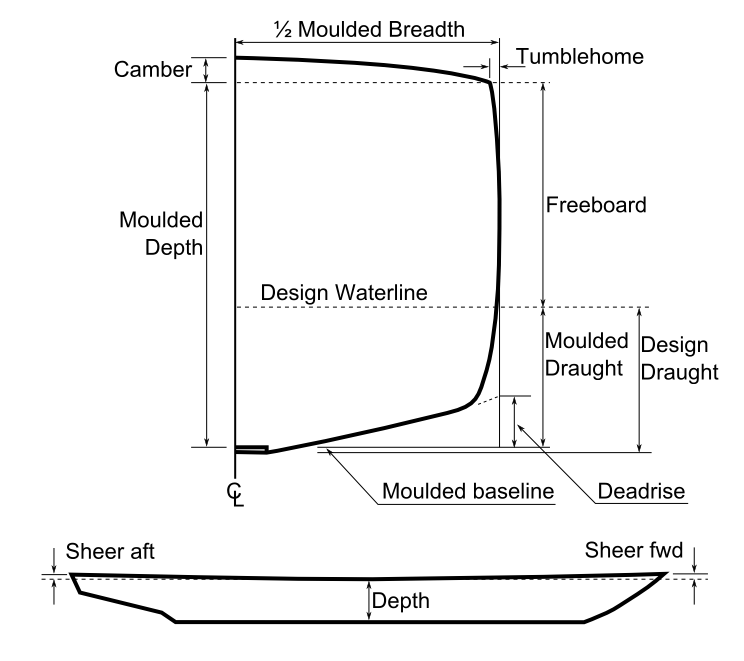
船体的尺寸

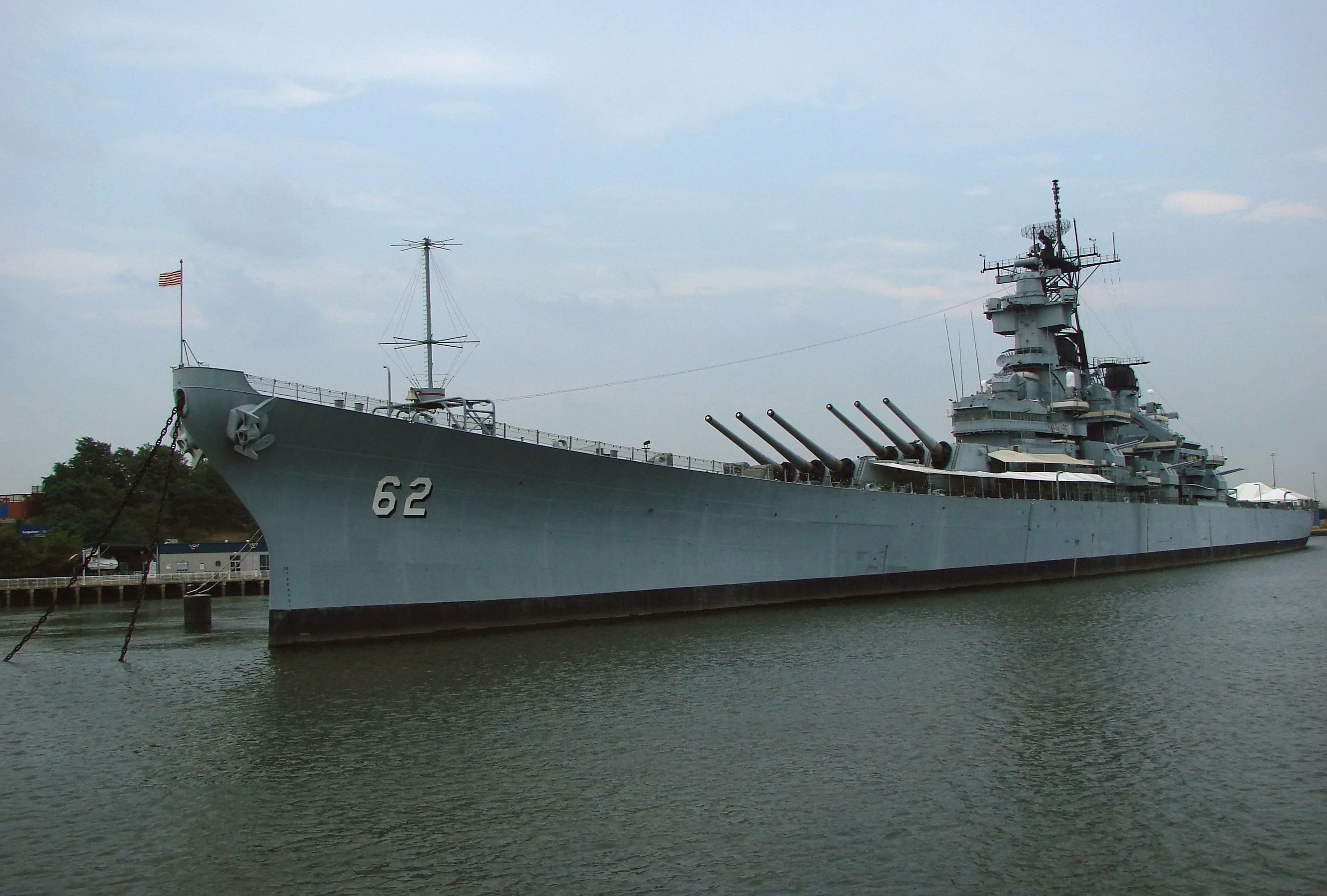
战列舰新泽西州號在船首處翹得厲害的舷弧

舷弧（英語：Sheer）是船舶工程中主甲板在垂直方向的曲率的量度。船的前部的舷弧通常是后部舷弧的两倍。增加前向和后向的舷弧會增加船体的体积，可增加其前向和后向的浮力，从而防止船的前後两端在潜入迎面而来的波浪時减慢船速。
在早期的航行，人们讨论船体的舷弧程度，是以它有多少的“悬垂”來衡量。在威廉·萨瑟兰的造船者助手(1711年出版)書裏详细地介绍了更多的內容。
将船建造成有舷弧的做法可以追溯到小型帆船时代。这些船只的甲板在船头和船尾向上弯曲，藉由避免前後翻来增加船的稳定性。 
露出在甲板上的舷弧通过将船首和船尾的甲板抬高到离水更远的地方并减少甲板上的水量，也使得船舶更适合航行。

## 參照
- 外倾角（船）